# Miguel Muñoz Fernández
Miguel Muñoz Fernández (Madrid, España, 22 de noviembre de 1996), más conocido futbolísticamente como Miguel Muñoz, es un futbolista español que juega como defensa en el Piast Gliwice de la Ekstraklasa polaca.

## Trayectoria
Muñoz es un defensa central formado en la cantera del Real Club Deportivo de La Coruña con el que llegó a jugar en categoría juvenil. En la temporada 2015-16, formaría parte de la Silva Sociedad Deportiva de la Tercera División de España.
En la temporada 2016-17, juega en las filas del Deportivo Alavés B.
En la temporada 2017-18, regresa a Madrid para jugar en la UD San Sebastián de los Reyes de Segunda División B, con el que jugó 19 partidos, 16 de ellos como titular.
En la temporada 2018-19, firma por la AD Unión Adarve de Segunda División B, disputando 30 partidos y 2.614 minutos, no pudiendo evitar el descenso del club madrileño a la Tercera División de España.
Tras comenzar la temporada 2019-20 en las filas de la AD Unión Adarve de Tercera División de España, en enero de 2020 regresa a la UD San Sebastián de los Reyes de Segunda División B, con el que jugó 9 encuentros y 748 minutos hasta la suspensión de la liga por la pandemia.
El 14 de junio de 2020, firma como jugador del Real Murcia CF de la Segunda División B de España. En la temporada 2020-21, disputaría 21 encuentros. 
El 10 de junio de 2021, firma un contrato con el Piast Gliwice de la Ekstraklasa, la primera división de Polonia.

## Clubes
| Club                                     | País    | Años      |
| ---------------------------------------- | ------- | --------- |
| Real Club Deportivo de La Coruña Juvenil | España  | 2014-2015 |
| Silva Sociedad Deportiva                 | España  | 2015-2016 |
| Deportivo Alavés B                       | España  | 2016-2017 |
| UD San Sebastián de los Reyes            | España  | 2017-2018 |
| AD Unión Adarve                          | España  | 2018-2019 |
| UD San Sebastián de los Reyes            | España  | 2020      |
| Real Murcia CF                           | España  | 2020-2021 |
| Piast Gliwice                            | Polonia | 2021-     |